# Zeche Übelgünne
Die Zeche Übelgünne ist ein ehemaliges Steinkohlenbergwerk in Bochum-Eppendorf. Das Bergwerk war auch unter dem Namen Zeche Ubelgünne bekannt.

## Bergwerksgeschichte
Am 5. April des Jahres 1747 wurde ein Längenfeld verliehen. In den Jahren 1754 bis 1756 war das Bergwerk mit drei Bergleuten in Betrieb. Auch in den Jahren 1762 und 1763 war das Bergwerk nachweislich in Betrieb. Am 28. März des Jahres 1765 wurde eine Erweiterung für das Längenfeld verliehen. Im Jahr 1769 war das Bergwerk in Betrieb. Im Jahr 1783 war die Lagerstätte oberhalb der Stollensohle abgebaut. Die Gewerken des Bergwerks waren daher gezwungen, auf eine tiefere Lösung durch den Hauptschlüsseler Erbstollen zu warten. Am 14. März des Jahres 1828 wurde das Längenfeld Übelgünne Nr. 3 verliehen. Am 28. Juli des Jahres 1829 konsolidierte die Zeche Übelgünne mit weiteren Bergwerken zur Zeche Vereinigte Engelsburg.